# Levantamento de peso nos Jogos Pan-Americanos de 2019 - Até 59 kg feminino
A categoria até 59 kg feminino do levantamento de peso nos Jogos Pan-Americanos de 2019 foi disputada em 28 de julho  no Coliseo Mariscal Caceres, em Lima. 

## Calendário
Horário local (UTC-5).
| Data        | Horário | Fase  |
| ----------- | ------- | ----- |
| 28 de julho | 17:00   | Final |

## Medalhistas
| Ouro   | COL María Lobón       |
| Prata  | ECU Alexandra Escobar |
| Bronze | VEN Yusleidy Figueroa |

## Resultados
| Pos.              | Halterofilista        | Grupo | Arranque (kg) | Arremesso (kg) | Total (Kg) |
| ----------------- | --------------------- | ----- | ------------- | -------------- | ---------- |
| Medalha de ouro   | COL María Lobón       | A     | 97            | 124            | 221        |
| Medalha de prata  | ECU Alexandra Escobar | A     | 97            | 123            | 220        |
| Medalha de bronze | VEN Yusleidy Figueroa | A     | 93            | 122            | 215        |
| 4                 | MEX Janeth Gómez      | A     | 95            | 119            | 214        |
| 5                 | VEN Anyelin Venegas   | A     | 89            | 119            | 208        |
| 6                 | USA Hunter Elam       | A     | 93            | 112            | 205        |
| 7                 | CAN Tali Darsigny     | A     | 94            | 109            | 203        |
| 8                 | USA Jessica Lucero    | A     | 93            | 110            | 203        |
| 9                 | ARG Tatiana Ullua     | A     | 87            | 104            | 191        |
| 10                | COL Rosive Silgado    | A     | 93            | —              | DNF        |